# NGC 805
NGC 805 é uma galáxia lenticular (SB0) localizada na direcção da constelação de Triangulum. Possui uma declinação de +28° 48' 46" e uma ascensão recta de 2 horas, 4 minutos e 29,5 segundos.
A galáxia NGC 805 foi descoberta em 26 de Setembro de 1864 por Heinrich Louis d'Arrest.